# Kabuli pulao
 (novembre 2023).
La mise en forme du texte ne suit pas les recommandations de Wikipédia : il faut le « wikifier ».
Les points d'amélioration suivants sont les cas les plus fréquents. Le détail des points à revoir est peut-être précisé sur la page de discussion.
- Les titres sont pré-formatés par le logiciel. Ils ne sont ni en capitales, ni en gras.
- Le texte ne doit pas être écrit en capitales (les noms de famille non plus), ni en gras, ni en italique, ni en « petit »…
- Le gras n'est utilisé que pour surligner le titre de l'article dans l'introduction, une seule fois.
- L'italique est rarement utilisé : mots en langue étrangère, titres d'œuvres, noms de bateaux, etc.
- Les citations ne sont pas en italique mais en corps de texte normal. Elles sont entourées par des guillemets français : « et ».
- Les listes à puces sont à éviter, des paragraphes rédigés étant largement préférés. Les tableaux sont à réserver à la présentation de données structurées (résultats, etc.).
- Les appels de note de bas de page (petits chiffres en exposant, introduits par l'outil «  Source ») sont à placer entre la fin de phrase et le point final[comme ça].
- Les liens internes (vers d'autres articles de Wikipédia) sont à choisir avec parcimonie. Créez des liens vers des articles approfondissant le sujet. Les termes génériques sans rapport avec le sujet sont à éviter, ainsi que les répétitions de liens vers un même terme.
- Les liens externes sont à placer uniquement dans une section « Liens externes », à la fin de l'article. Ces liens sont à choisir avec parcimonie suivant les règles définies. Si un lien sert de source à l'article, son insertion dans le texte est à faire par les notes de bas de page.
- La présentation des références doit suivre les conventions bibliographiques. Il est recommandé d'utiliser les modèles {{Ouvrage}}, {{Chapitre}}, {{Article}}, {{Lien web}} et/ou {{Bibliographie}}. Le mode d'édition visuel peut mettre en forme automatiquement les références.
- Insérer une infobox (cadre d'informations à droite) n'est pas obligatoire pour parachever la mise en page.

Pour une aide détaillée, merci de consulter Aide:Wikification.
Si vous pensez que ces points ont été résolus, vous pouvez retirer ce bandeau et améliorer la mise en forme d'un autre article.
Le Kabuli pulao (dari : قابلی پلو ) aussi connu sous le nom de Kabuli pulaw, Qabeli palaw (کابلي پلاو ) ou Kabeli palaw, est une variété de pilaf consommée en Afghanistan.
Les ingrédients principaux sont le riz à la vapeur mélangé à des carottes, des raisins secs caramélisés et la viande d'agneau marinée. Le Qabeli Palaw est traditionnellement garni d'amandes et de pistaches. Le safran peut être ajouté au riz, aux sauces ou aux garnitures, Des variantes de Qabeli Palaw se sont propagées depuis l'Afghanistan vers d'autres pays d'Asie occidentale et centrale .

## Orthographe
Outre la mauvaise transcription de Qabeli en « Kabuli », une autre source commune de fautes d'orthographe est la romanisation de palaw |pʊ:laʊ| en "pulao" . Les plats Palaw reflètent une tradition spécifique et ancienne de préparation du riz en Afghanistan, qui remonte probablement à l’époque bactriane. Sur le plan étymologique, palaw forme la prononciation classique du persan پلاو avec la diphtongue pointue « aw » ou /aʊ/  préservée. Cette diphtongue doit être très proche du mot anglais cow /kaʊ/. L'orthographe « pulao »  est donc incorrectement romanisée.
Pulao <|pʊ:laʊ| > fait référence à un sous-groupe distinct de pilaf fabriqué dans le sous-continent indien   reflétant les différentes prononciations développées dans les langues locales.

## Nom
Bien qu’il soit souvent appelé à tort « Kabuli palaw », ce plat n'est pas originaire de Kaboul mais plus probablement du nord de l'Afghanistan, plus précisément la zone frontalière avec l'Ouzbékistan,. Une variante du palaw Qabeli créée par les Ouzbeks d'Afghanistan est également appelée palau uzbaki. La version ouzbaki diffère de la préparation traditionnelle du palau afghan dans la mesure où le riz est d'abord trempé, puis étuvé et plutôt que cuit à la vapeur, simplement bouilli jusqu'à ce que tout le liquide soit absorbé.
Ajoutant à la confusion, les immigrants afghans de Dubaï et d'Istanbul ont commercialisé le plat sous le nom de riz Bukhari, suggérant une possible origine dans la zone frontalière entre l'Afghanistan et l'Ouzbékistan. Bien que les plats de riz bukhari soient de plus en plus populaires dans la région du Golfe, ces plats locaux sont souvent très différents de l'authentique kabuli pulao,.

## Service
Le palaw kabeli est considéré comme un plat de fête incontournable en raison de la présence d'ingrédients de haute qualité et de sa renommée dans la cuisine afghane. Il peut être servi comme plat principal avec des accompagnements traditionnels, ou préparé dans le cadre d'un banquet.